# 이탈리아 전쟁 (1536년~1538년)
이탈리아 전쟁 (1536년~1538년)은 프랑스 국왕 프랑수아 1세와 신성 로마 황제 및 스페인의 국왕 카를 5세 간의 분쟁이다. 이 전쟁의 목적은 북이탈리아 지역, 그 중에서도 특히 밀라노 공국에 대한 지배권을 장악하는 데 있었다. 전쟁 당시 프랑스군은 북이탈리아를 침공했고, 제국-스페인 연합군은 프랑스를 침공했다. 1538년 6월 18일에 서명된 니스 조약이 적대 행위를 종료시켰고, 토리노가 프랑스의 지배 하에 놓이게 되었지만 이탈리아 지도에서 대단한 변화를 주지는 못했다. 전반적으로, 신성 로마 제국과 스페인은 이탈리아에서 합스부르크 가문의 우위를 유지해냈으나, 사부아와 피에몬테는 프랑스가 차지하게 되었다. 이 전쟁으로 합스부르크와 프랑스 간의 적대감을 키웠고, 프랑스와 오스만 제국 간의 유대를 강화시키며, 오스만 측이 카를 5세에 맞서던 프랑수아 1세 측의 편에 섰다.

## 원인

### 장기적 관점
1500년에, 루이 12세는 페데리코 4세를 나폴리 왕위에서 몰아냄에 따라, 페르난도 2세와 나폴리 왕국을 분할하기로 협정을 맺었다. 이 협정은 그라나다 조약으로 알려져 있다. 이 결정은 니콜로 마키아벨리 같은 영향력 있는 인물들에게 강한 비판을 받았는데, 마키아벨리의 의견은 마찬가지로 이탈리아의 여러 시민들에게 받아들여졌다. 카를 5세가 1519년 권력을 잡게 되었고, 그는 스페인을 신성 로마 제국과 결합시키며 이탈리아에서 더욱 명성을 얻었다.

### 단기적 관점
신성 로마 황제 카를 5세와 프랑스의 프랑수아 1세 간 1536년에 시작된 이 전쟁은 밀라노 공작 프란체스코 2세 스포르차가 사망하면서 발발했다. 스포르차는 자녀가 없었고 오랜 지병 끝에 1535년 사망했다. 그는 후계자가 없었기 때문에, 프란체스코의 왕조는 그의 아내인 덴마크의 크리스티나를 조카로 두었던 카를 5세에 의해 막을 내렸다. 카를 5세가 밀라노 공국을 차지하였을 때 밀라노 사람들이나 다른 이탈리아 국가들로부터 항의는 없었다. 이 힘의 변화는 프랑스에게 있어 새로운 시대를 알렸으며, 장 드 라 포레가 다양한 무역 상품과 강력한 군사력으로 많은 환심을 샀던 오스만 제국의 사절로 파견되었다. 포레와 프랑수아 1세는 오스만 제국과 동맹을 확보해냈고, 이탈리아의 제노바와 인접한 지역들인 마르세유 및 피에몬테 같은 목표에 대해 공격 준비를 마친 강력한 군대가 프랑스에 제공되었다.

## 사건
카를의 아들 펠리페가 밀라노 공국을 상속하자, 프랑수아는 이탈리아를 침공했다. 프랑스 군의 사령관 필리프 드 샤보는 1536년 3월에 군대를 피에몬테로 이끌었고, 다음 달에 토리노를 점령해냈으나, 밀라노를 차지하는 데는 실패하였다. 이에 맞서, 카를은 프랑스의 영토인 프로방스를 공격하여, 엑상프로방스로 진격했고, 1536년 8월 엑상프로방스 함락시켰으나, 프랑스군이 마르세유로 향하는 경로를 막으면서 움직임이 봉쇄되었다. 이후에 카를은 상당한 요새화가 이뤄진 아비뇽을 공격하기보다는 스페인으로 철수하였다. 프랑스 병력이 카를의 군대에 이질을 퍼트리기 위해 의도적으로 나무에 익은 과일 놓고 갔다는 이야기도 존재한다.
카를 5세가 프랑스 영토 내에서 교전으로 바쁜 동안, 프랑수아 1세의 군대는 제노바로 향한 행군 중에 피에몬테에서 장군, 병력, 말 등 막대한 증원을 받았다. 프랑스는 오스만 주재 프랑스 대사 장 드 라 포레의 외교 활동을 통해 1536년 오스만 제국과 동맹을 맺었다. 프랑스-튀르크 연합 함대는 1536년 말까지 마르세유에 머무르며, 육상으로 진격해오는 프랑스 군대와 동시 공격을 계획하며 제노바를 위협했다. 프랑스 및 오스만 측에게는 불행히도, 1536년 제노바에 도착했을 때 제노바의 방어가 최근 들어 강화되어 있었다. 대신에, 연합군은 피에몬테로 진격해 그곳의 많은 도시들을 점령하였다. 1537년 바르바로스는 이탈리아 해안을 습격하고 코르푸에 공격을 가했으나, 이는 프랑스 측에 제한적인 도움을 줬을 뿐이었다.
카를 5세의 전투에서 실패 및 프랑스와 오스만 측의 침공으로 시달리면서, 프랑수아 1세와 카를 5세는 최종적으로 1538년 6월 18일 니스 화약으로 강화를 맺게 되었다.

## 여파
1538년 6월 18일에 체결된 니스 화약은 토리노를 프랑스 측에 안겨주면서도 이탈리아 지도에서 큰 변화를 주지 못한 채 전쟁을 종결시켰다. 니스 화약은 주목할 만한 점은 있었으며 카를과 프랑수아가 극심한 서로에 대한 증오감으로 인해 같이 같은 공간에 앉아있기를 거부하였기 때문이다. 교황 바오로 3세는 중재를 위해 방에서 방을 왔다갔다 하며, 두 지도자 간 합의에 도달하도록 노력했다. 이 전쟁으로 긴장 사태 카를 5세는 오스만 제국과 맞서 싸우게 되었으나, 1538년 9월 28일 프레베자 해전에서 패배하였다.
전반적으로, 밀라노를 유지한 스페인이 이탈리아에 대한 상당한 지배력을 얻었다. 이 전쟁은 일부 이탈리아 국가들의 독립성이 종료되었고 이탈리아반도의 대부분이 외국 군주들의 지배 (영향력) 하에 놓이게 될 것임을 의미하였다. 이탈리아의 정치적 분열, 프랑스 및 스페인으로부터 압력에 단일된 대응에 대한 부족 등은 유럽의 정치 및 외국의 침입에 극도로 취약하게 만들었다. 이 전쟁의 합의 결과는 오래 가지 못하였고,  1542년에 새로운 전쟁이 발발하였다. 또한, 이탈리아반도의 다른 지역들은 영토, 도시, 인프라 등에 극도의 황폐화를 겪었다. 이따금, 군대가 도시를 약탈하고 교외 지역들에서 학살을 벌였다.
이 전쟁은 프랑스와 스페인 간의 적대감을 키웠으며, 이들은 영토 지배권과 유럽 내 영향력을 두고 경쟁을 이어나갔다. 예시로, 1547년 프랑수아 1세가 죽은 뒤, 프랑수아의 후계자 앙리 1세는 합스부르크 군대에 대한 공세를 지속했다. 이 전쟁은 재정적으로 양 국가를 약화시켰고, 동시에 양면 전쟁을 피하기 위해 카를 5세가 평화를 바라게 하도록 협력하면서 오스만과 프랑스 간의 동맹이 강화되었다.

### 참고 문헌
- Bury, J.B. (1902), 〈Chapter 3: The Ottoman Conquest〉,   Dalberg-Acton, John;  외., 《The Cambridge Modern History, Volume 1: The Renaissance》, Cambridge University Press, 72–73쪽
- Mattingly, Garrett (1955), 《Renaissance diplomacy》, Penguin Books, 155쪽, ISBN 978-0486-25570-5
- Potter, David (2008), 《Renaissance France at War》, Woodbridge: Boydell Press, 30-37쪽